# ريد إيرفاين
ريد إيرفاين (بالإنجليزية: Reed Irvine)‏ هو صحفي واقتصادي أمريكي، ولد في 29 سبتمبر 1922 في مدينة سولت ليك في الولايات المتحدة، وتوفي في 16 نوفمبر 2004.

## وصلات خارجية
- الموقع الرسمي
- ريد إيرفاين على موقع إن إن دي بي (الإنجليزية)